# Liste der Wappen im Landkreis Dahme-Spreewald
Diese Liste zeigt die Wappen der Ämter, Städte und Gemeinden sowie Wappen von ehemals selbständigen Gemeinden und aufgelösten Landkreisen im Landkreis Dahme-Spreewald in Brandenburg.

## Landkreis
| Landkreis (wokrejs)           | Wappen                                 | Kommentare |
| ----------------------------- | -------------------------------------- | --- |
| Dahme-Spreewald (Dubja-Błota) | Wappen des Landkreises Dahme-Spreewald | Genehmigt am 16. November 1995 durch den Innenminister des Landes Brandenburg. „In Silber eine eingebogene, mit goldener Königskrone belegte, blaue Spitze, begleitet vorn von einem widersehenden golden bewehrten, abgeschnittenen roten Stierrumpf, hinten von einem golden bewehrten, abgeschnittenen roten Adlerrumpf.“ |

## Ämter
| Amt (amt)                                     | Wappen                            | Kommentare |
| --------------------------------------------- | --------------------------------- | --- |
| Lieberose/Oberspreewald (Luboraz/Górne Błota) |                                   | Das Amt Lieberose/Oberspreewald führt kein eigenes Wappen. Die Hauptsatzung des Amtes Lieberose/Oberspreewald führt lediglich das Dienstsiegel mit dem Landeswappen als Siegelbild. |
| Schenkenländchen                              | Wappen des Amtes Schenkenländchen | Genehmigt am 27. Juli 1995 durch den Innenminister des Landes Brandenburg: „In Silber ein aufgerichteter rotbewehrter und rotbezungter schwarzer Löwe, in den Vorderpranken einen aufrechten roten Fisch haltend.“ |
| Unterspreewald (Dolne Błota)                  | Wappen des Amtes Unterspreewald   | Genehmigt am 8. Oktober 2014 durch den Innenminister des Landes Brandenburg: „In Gold schräglinks durch blauen Wellenbalken geteilt vorn eine schwarze Libelle mit blauen Flügeln nach der Figur begleitet von zwei schwarzen Rohrkolben mit abgeknickten Blättern, hinten auf grünem Boden ein linkshin schreitender goldbewehrter schwarzer Eber.“ |

### Ehemalige Ämter
| Amt (amt)                              | Wappen                         | Kommentare |
| -------------------------------------- | ------------------------------ | --- |
| Golßener Land                          | Wappen des Amtes Golßener Land | Genehmigt am 6. Mai 1997 durch den Innenminister des Landes Brandenburg: „In Grün eine von der Schildmitte an eingebogene goldene Spitze, darin auf grünem Boden ein linkshin schreitender, gold-bewehrter schwarzer Eber, oben rechts von einem goldenen Mühlrad und links von drei zur Garbe gebundenen goldenen Kornähren begleitet.“ Zum 1. Januar 2013 schlossen sich das Amt Golßener Land und das bisherige Amt Unterspreewald zum neugebildeten Amt Unterspreewald zusammen.                                                                        |
| Heideblick                             | Wappen des Amtes Heideblick    | Genehmigt ???? durch den Innenminister des Landes Brandenburg: „Innerhalb eines mit 11 grünen Lindenblättern belegten goldenen Schildbordes in Grün drei zur Garbe gebundene goldene Kornähren.“ Zum 26. Oktober 2003 wurde das Amt Heideblick aufgelöst. Das Wappen wird in Rechtsnachfolge durch die zum 31. Dezember 1997 neugebildete Gemeinde Heideblick fortgeführt. Genehmigt am 2. Dezember 2003 durch den Innenminister des Landes Brandenburg. |
| Unterspreewald (Dolne Błota) 1992–2012 | Wappen                         | Genehmigt am 28. Februar 1996 durch den Innenminister des Landes Brandenburg: „Unter grünem Schildhaupt, darin drei silberne Kienäpfel balkenweise, in Gold eine schwarze Libelle mit blauen Flügeln, nach der Figur begleitet von zwei schwarzen Rohrkolben mit abgeknickten Blättern.“ Zum 1. Januar 2013 schlossen sich das bisherige Amt Unterspreewald und das Amt Golßener Land zum neugebildeten Amt Unterspreewald zusammen. Das Wappen wird seit dem 13. März 2015 von der am 31. Dezember 2001 neugebildeten Gemeinde Unterspreewald fortgeführt. |

## Städte und Gemeinden
Folgende Gemeinden führen kein Wappen:
| - Alt Zauche-Wußwerk - Bersteland - Byhleguhre-Byhlen (Běła Góra-Bělin) - Drahnsdorf - Groß Köris | - Jamlitz - Kasel-Golzig - Krausnick-Groß Wasserburg - Neu Zauche (Nowa Niwa) - Rietzneuendorf-Staakow | - Schönwald - Schwielochsee - Spreewaldheide (Błośańska Góla) - Steinreich |

| Stadt oder Gemeinde                            | Wappen                               | Kommentare |
| ---------------------------------------------- | ------------------------------------ | --- |
| Gemeinde Bestensee                             | Wappen der Gemeinde Bestensee        | Genehmigt am 1. September 1995 durch den Innenminister des Landes Brandenburg: „Von Gold und Blau durch Schräglinkswellenschnitt geteilt; oben ein grünes Kastanienblatt, unten ein schräglinks gestürzter silberner Fisch.“ |
| Gemeinde Eichwalde                             | Wappen der Gemeinde Eichwalde        | Genehmigt am 5. Mai 1995 durch den Innenminister des Landes Brandenburg: „In Gold auf grünem Boden eine grüne Eiche mit goldenen Früchten.“ |
| Stadt Golßen (Gólišyn)                         | Wappen der Stadt Golßen              | Genehmigt am 12. Juni 1992 durch den Innenminister des Landes Brandenburg: „Von Rot über Silber geteilt; oben eine durchgängige silberne Mauer mit drei Türmen bedeckt, die mit schwarzen Fenstern und blauen Spitzdächern versehen sind, sowie einem offenen roten Tor, unten ein auf grünem Boden linkshin schreitender schwarzer Eber.“ |
| Gemeinde Halbe (Łobje)                         | Wappen der Gemeinde Halbe            | Genehmigt am 14. und 26. August 2003 durch den Innenminister des Landes Brandenburg: „In Gold ein schräglinker blauer Wellenbalken, begleitet oben von einem schwarz-bordierten silbernen Kreuz und unten von fünf grünen Lindenblättern (3:2).“ |
| Gemeinde Heideblick                            | Wappen der Gemeinde Heideblick       | Genehmigt am 2. Dezember 2003 durch den Innenminister des Landes Brandenburg (Fortführung des Wappens des aufgelösten Amtes Heideblick): „Innerhalb eines mit 11 grünen Lindenblättern belegten goldenen Schildbordes in Grün drei zur Garbe gebundene goldene Kornähren.“ |
| Gemeinde Heidesee (Wysoki jazor)               | Wappen der Gemeinde Heidesee         | Genehmigt am 3. Juni 2004 durch den Innenminister des Landes Brandenburg (Fortführung des Wappens der ehemals selbständigen, nun einen Ortsteil bildenden Gemeinde Gräbendorf): „Schräggeteilt von Gold und Blau, oben ein geädertes, grünes Eichenblatt mit Frucht, unten ein stehender silberner Reiher.“ |
| Stadt Königs Wusterhausen (Parsk)              | Wappen der Stadt Königs Wusterhausen | Genehmigt am 3. Juli 1992 durch den Innenminister des Landes Brandenburg: „In Silber stehend auf der nördlichen Erdhalbkugel mit grünem Wasser, goldenem Festland und schwarzem Grundnetz drei rote Sendetürme; ein hoher starker Stahlgittermast zwischen zwei kleineren seitlich verspannten.“ |
| Stadt Lieberose (Luboraz)                      | Wappen der Stadt Lieberose           | Genehmigt am 15. Februar 1993 durch den Innenminister des Landes Brandenburg: „In Blau über einer roten Rose im Schildfuß ein gestürztes silbernes Sensenblatt begleitet von zwei schwebenden silbernen Zinnentürmen ohne Tore.“ |
| Kreisstadt Lübben (Spreewald) (Lubin (Błota))  | Wappen der Stadt Lübben              | Seit 1723 führt die Stadt offiziell ein Wappen, zurückgehend auf Siegelführung seit mindestens dem 15. Jahrhundert. Wappen und Flagge in der heutigen Form genehmigt am 14. März 1995 durch den Innenminister des Landes Brandenburg: „In Gold ein schwarzer Adler mit roter Zunge und roten Fängen.“ |
| Stadt Luckau (Łukow)                           | Wappen der Stadt Luckau              | Das Wappen mit dem Stier geht auf ein erstmals 1399 belegtes Stadtsiegel zurück, Wappen zuletzt genehmigt am 4. Januar 2005 durch den Innenminister des Landes Brandenburg: „In Silber auf grünem Rasen ein schreitender, widersehender gold-bewehrter roter Stier mit über den Rücken geschlagenem Schweif.“ |
| Stadt Märkisch Buchholz (Serbski Bukojc)       | Wappen der Stadt Märkisch Buchholz   | Genehmigt am 20. August 1999 durch den Innenminister des Landes Brandenburg: „In Silber neben einer rechten blauen Flanke, belegt mit einem aufgerichteten, linksgewendeten silbernen Hecht und überhöht von einer aufgerichteten fünfendigen goldenen Hirschstange, eine bewurzelte grüne Buche.“ |
| Gemeinde Märkische Heide (Markojska Góla)      | Wappen der Gemeinde Märkische Heide  | Genehmigt am 26. Oktober 2003 durch den Innenminister des Landes Brandenburg: „Eingefasst durch einen mit 17 goldenen Scheiben belegten grünen Bord in Gold drei schwarze Kienäpfel zum gestürzten Dreipass gestellt und im Schnittpunkt überdeckt von drei zum Dreipass gestellt grünen Eicheln.“ |
| Stadt Mittenwalde (Chudowina)                  | Wappen der Stadt Mittenwalde         | Genehmigt am 13. September 1994 durch den Innenminister des Landes Brandenburg: „In Silber ein bewurzelter grüner Laubbaum, dessen Stamm von zwei schwarzen aufgestellten Schlüsseln mit nach außen gekehrten Bärten beseitet ist. In den Zweigen schwebt ein roter Adler mit goldener Bewehrung.“ |
| Gemeinde Münchehofe (Michow)                   | Wappen der Gemeinde Münchehofe       | Genehmigt am 19. Februar 1999 durch den Innenminister des Landes Brandenburg: „In Grün ein spitzgiebeliger, oben mit einem Kreuz besteckter silberner Glockenturm, darin über einer Dreipassrosette eine rundbogige Öffnung mit einer goldenen Glocke am schwarzen Glockenstuhl; oben rechts beseitet von einem goldenen Birkenblatt und links von einem goldenen Mühlrad.“                                                                             |
| Gemeinde Schlepzig (Słopišća)                  | Wappen der Gemeinde Schlepzig        | Genehmigt am 12. August 1999 durch den Innenminister des Landes Brandenburg: „Unter goldenem Schuppenschildhaupt, belegt vorne mit einem schrägrechtsgeneigten grünen Eichenblatt und hinten mit einem schräglinksgeneigten grünen Buchenblatt, deren Stiele sich in der Mitte überkreuzen, in Blau über einem eingebogenen silbernen Schildfuß, überzogen von einem rautenförmig geknüpften schwarzen Netz, ein silberner Zander mit geöffnetem Maul.“ |
| Gemeinde Schönefeld                            | Wappen der Gemeinde Schönefeld       | Genehmigt am 28. April 2005 durch den Innenminister des Landes Brandenburg: „Von Rot und Silber zwölfmal geständert und belegt mit einer Windrose (eine silberne Scheibe belegt mit einem achtstrahligen gold-schwarz facettierten Stern, oben besteckt mit einer schwarz-gold gespaltenen Lilie).“ |
| Gemeinde Schulzendorf                          | Wappen der Gemeinde Schulzendorf     | Genehmigt am 12. Oktober 1995 durch den Innenminister des Landes Brandenburg: „Unter grünem Schildhaupt, belegt mit einem silbernen Schulzenstab, ein grüner Malvenzweig mit vier (3:1) roten Blüten.“ |
| Gemeinde Schwerin (Zwěrin)                     | Wappen der Gemeinde Schwerin         | Angenommen durch die Gemeindevertretung Schwerin am 22. März 2018, genehmigt am 28. Januar 2019 durch den Innenminister des Landes Brandenburg: „Von Blau und Grün durch einen silbernen, S-förmigen Pfahl gespalten, vorn zwei silberne balkenweise übereinander schwimmende Hechte, hinten eine die Giebelseite zeigende silberne Hausfront mit schwarzem Fachwerk.“                                                                                  |
| Gemeinde Straupitz (Spreewald) (Tšupc (Błota)) | Wappen der Gemeinde Straupitz        | Genehmigt am 8. Juni 2016 durch den Innenminister des Landes Brandenburg: „In Gold auf einem grünen Schildfuß ein grüner Laubbaum mit voller Krone, auf jeder Seite begleitet von drei grünen Getreidehalmen.“ |
| Stadt Teupitz (Tupc)                           | Wappen der Stadt Teupitz             | Genehmigt am 23. November 2009 durch den Innenminister des Landes Brandenburg: „In Silber über grünem Wellenschildfuß ein blauer Karpfen, darüber schwebend ein schwarzes Tatzenhochkreuz, begleitet von zwei schräg nach außen gewendeten, grün-gestielten natürlichen Wasserlilien mit goldenen Blüten.“ |
| Gemeinde Unterspreewald (Dolne Błota)          | Wappen der Gemeinde Unterspreewald   | Genehmigt am 13. März 2015 durch den Innenminister des Landes Brandenburg: „Unter grünem Schildhaupt, darin drei silberne Kienäpfel balkenweise, in Gold eine schwarze Libelle mit blauen Flügeln, nach der Figur begleitet von zwei schwarzen Rohrkolben mit abgeknickten Blättern.“ Die Gemeinde führt das dem damaligen Amt Unterspreewald 1996 genehmigte Wappen fort.                                                                              |
| Stadt Wildau                                   | Wappen der Stadt Wildau              | Genehmigt am 19. Mai 1994 durch den Innenminister des Landes Brandenburg: „In Blau ein silbernes Lokomotivrad durchflochten von einem aufgerichteten goldenen Getreidehalm mit zwei Ähren und drei Blättern.“ |
| Gemeinde Zeuthen                               | Wappen der Gemeinde Zeuthen          | Genehmigt am 21. Juli 1992 durch den Innenminister des Landes Brandenburg: „In Silber ein rot-silbern geschachter Schildfuß, oben überdeckt von einem mit einer silbernen Leiste belegten blauen Wellenbalken, daraus wachsend ein grüner Laubbaum mit schwarzem Stamm.“ |

### Ehemalige Städte und Gemeinden
| Stadt oder Gemeinde                       | Wappen                                  | Kommentare |
| ----------------------------------------- | --------------------------------------- | --- |
| Gemeinde Heidesee Ortsteil Gräbendorf     | Wappen der Gemeinde Heidesee            | Wappen und Flagge angenommen durch die Gemeindevertretung Gräbendorf am 19. April 1995; genehmigt durch den Innenminister des Landes Brandenburg am 31. Juli 1995 (Flagge) und 17. August 1995 (Wappen): „Schräggeteilt von Gold und Blau, oben ein geädertes, grünes Eichenblatt mit Frucht, unten ein stehender silberner Reiher.“ Das Wappen wird in Rechtsnachfolge von der Gemeinde Heidesee fortgeführt. Genehmigt am 3. Juni 2004 durch den Innenminister des Landes Brandenburg. |
| Gemeinde Schönefeld Ortsteil Großziethen  | Wappen Großziethen                      | Angenommen durch Beschluss der Gemeindevertretung im November 2005: „In Grün, gespalten durch eine eingebogene goldene Spitze, vorne und hinten je eine zur Spaltungslinie geneigte begrannte goldene Ähre, unten eine grüne Kopfweide.“ Am 26. Oktober 2003 vereinigte sich die Gemeinde Großziethen mit den Gemeinden Kiekebusch, Selchow, Schönefeld, Waltersdorf und Waßmannsdorf zur neuen Gemeinde Schönefeld.                                                                     |
| Gemeinde Schönefeld Ortsteil Kiekebusch   | Wappen Kiekebusch                       | Genehmigt ???? durch den Innenminister des Landes Brandenburg: „In Blau über grünem Schildfuß eine silberne Kirche in Seitenansicht. Im linken Obereck zwei gegensätzige, ineinander gelegte Hufeisen in S-Form.“ Am 26. Oktober 2003 vereinigte sich die Gemeinde Kiekebusch mit den Gemeinden Großziethen, Selchow, Schönefeld, Waltersdorf und Waßmannsdorf zur neuen Gemeinde Schönefeld.                                                                                            |
| Gemeinde Schönefeld Ortsteil Schönefeld   | Wappen der Gemeinde Schönefeld bis 2003 | Genehmigt ???? durch den Innenminister des Landes Brandenburg: „Von Rot und Silber geviert, überdeckt von zwei übereinander liegenden gold-schwarzen facettierten Sternen mit je vier Strahlen, wovon die unteren, schräggekreuzten verkürzt sind.“ Am 26. Oktober 2003 vereinigte sich die bisherige Gemeinde Schönefeld mit den Gemeinden Großziethen, Kiekebusch, Selchow, Waltersdorf und Waßmannsdorf zur neuen Gemeinde Schönefeld.                                                |
| Gemeinde Schönefeld Ortsteil Selchow      | Wappen Selchow                          | Genehmigt ???? durch den Innenminister des Landes Brandenburg: „In Blau über grünem Schildfuß eine silberne Kirche in Seitenansicht. Im linken Obereck zwei gegensätzige, ineinander gelegte Hufeisen in S-Form.“ Am 26. Oktober 2003 vereinigte sich die Gemeinde Selchow mit den Gemeinden Großziethen, Kiekebusch, Schönefeld, Waltersdorf und Waßmannsdorf zur neuen Gemeinde Schönefeld.                                                                                            |
| Gemeinde Schönefeld Ortsteil Waltersdorf  | Wappen Waltersdorf                      | Genehmigt ???? durch den Innenminister des Landes Brandenburg: „In Gold eine heraldisch stilisierte schwarze Kirche oben begleitet von fünf blauen Kornblumenblüten (3:2).“ Am 26. Oktober 2003 vereinigte sich die Gemeinde Waltersdorf mit den Gemeinden Großziethen, Kiekebusch, Selchow, Schönefeld und Waßmannsdorf zur neuen Gemeinde Schönefeld. |
| Gemeinde Schönefeld Ortsteil Waßmannsdorf | Wappen Waßmannsdorf                     | Genehmigt ???? durch den Innenminister des Landes Brandenburg: „In Rot auf goldenem Boden eine silberne Kirche in Seitenansicht mit linksstehendem Turm und einem auf dem Dach des Langhauses stehenden rot-bewehrten Storch in natürlichen Farben.“ Am 26. Oktober 2003 vereinigte sich die Gemeinde Waßmannsdorf mit den Gemeinden Großziethen, Kiekebusch, Selchow, Schönefeld und Waltersdorf zur neuen Gemeinde Schönefeld.                                                         |
| Stadt Königs Wusterhausen Ortsteil Zeesen | Wappen Zeesen                           | Genehmigt ???? durch den Innenminister des Landes Brandenburg: „Das Wappen ist geteilt und oben in Blau und Gold gespalten. Vorn oben ein goldener Krug; hinten eine grüne Tanne auf einem grünen Berg. Unten in Silber ein blauer Fisch mit Goldauge über einem im Schildfuß gespannten schwarzen Netz.“ Am 26. Oktober 2003 wurde die Gemeinde Zeesen in die Stadt Königs Wusterhausen eingemeindet.                                                                                   |